# Mørkøv Sogn
Mørkøv Sogn 
ist eine ehemalige Kirchspielsgemeinde (dän.: Sogn) auf der Insel Sjælland im südlichen Dänemark.
Bis 1970 gehörte sie zur Harde Tuse Herred im damaligen Holbæk Amt, danach zur Tornved Kommune im Vestsjællands Amt, die im Zuge der  Kommunalreform zum 1. Januar 2007 in der Holbæk Kommune in der Region Sjælland aufgegangen ist. Am 1. Dezember 2015 wurden Mørkøv Sogn  und der westlich benachbarte Stigs Bjergby Sogn zum Stigs Bjergby-Mørkøv Sogn zusammengelegt.
Im Kirchspiel lebten am 1. Oktober 2015 1.964, im Kirchdorf leben 1835  Einwohner (Stand: 1. Januar 2023).
Im Kirchspiel liegt die Kirche „Mørkøv Kirke“.
Nachbargemeinden waren außer Stigs Bjergby Sogn im Norden Kundby Sogn, im Nordosten Butterup Sogn, im Osten Nørre Jernløse Sogn, im Südosten Sønder Jernløse Sogn, im Süden Frydendal Sogn und im Südwesten Skamstrup Sogn.